# Fiacha
Fiacha [ˈfʲiːəxə], auch Fiachu, Fiachra oder Fiachna, mit dem Zunamen mac Delbaíth ist der Name einer Sagenfigur aus dem Lebor Gabála Érenn der keltischen Mythologie Irlands.

## Mythologie
Fiacha ist nach dem Lebor Gabála Érenn der Sohn Delbaeths von den Túatha Dé Danann und Ernmas’. Delbaeth war Hochkönig von Irland nach seinem mythischen Großvater, dem Dagda unter dem Königsnamen Eochaid Ollathair („Der große Vater“). Fiacha ermordet nach den Annála Ríoghdhachta Éireann („Die Annalen der vier Meister“) seinen Vater und wird selbst Hochkönig. In einer anderen Version soll Delbaeth von einem Sohn Nechtans getötet worden sein. Nach zehnjähriger Herrschaft fällt Fiacha in einer Schlacht.
Fiachas Schwestern sind Ériu, Banba und Fohla, er wird aber auch als deren Vater – durch Inzest mit Ernmas – genannt. Seine Nachfolger als Hochkönig sollen seine drei Schwäger sein, die Brüder Mac Gréine („Sohn der Sonne“, mit Eriu), Mac Cuill („Sohn der Hasel“, mit Banba) und Mac Cecht („Sohn der Pflugschar“, mit Fohla).